# Speak of the Devil (album)
Pour les articles homonymes, voir Speak of the Devil.
Albums de Ozzy Osbourne
Diary of a Madman
(1981) Bark at the Moon
(1983)
Singles
1. Paranoid
Sortie : décembre 1982
2. Iron Man/Children of the Grave
Sortie : décembre 1983
3. Symptom of the Universe
Sortie : janvier 1983

Speak of the Devil est le premier album en concert d'Ozzy Osbourne depuis qu'il évolue en solo. Composé uniquement de reprises de chansons de Black Sabbath du temps où il faisait partie du groupe, il a été enregistré les 26 et 27 septembre 1982 au The Ritz Club de New York.

## Historique
Après le décès brutal de Randy Rhoads, Brad Gillis qui avait déjà joué avec Night Ranger en première partie des concerts d'Ozzy, fut demandé par le "Madman" de le rejoindre pour terminer la tournée de promotion de l'album Diary of a Madman. Lors de cette tournée le show d'Ozzy comprenait toujours des classiques de Black Sabbath et lorsque sa maison de disque Jet Records le pressa d'enregistrer un album en public, Ozzy refusa d'enregistrer tout ce qui touchait à sa collaboration avec Randy Rhoads. Il décida d'enregistrer les deux concerts du Ritz Club à New York où le groupe ne joua que des reprises de Black Sabbath et remit les bandes à sa maison de disque. Il ne participa guère à la production et au mixage et ne reconnut jamais cet album, avouant qu'il n'en avait rien à foutre, que ce disque est sorti uniquement parce qu'il était sous contrat. En 2002, Ozzy décida de retirer cet album de sa discographie et de son catalogue.
Max Norman, producteur des quatre premiers albums d'Ozzy, avoua que trois des titres de cet album furent enregistrés pendant les répétitions sans dire lesquels dans une interview qu'il donna à la radio californienne KNAC FM le 19 juin 2007. En fait un show complet fut enregistré pendant les répétitions au cas où un problème survenait lors du concert.
Le but de l'album était de damer le pion à ses anciens confrères de Black Sabbath, qui avaient eux aussi prévu de lancer un album en concert (Live Evil). Ozzy a finalement réussi à lancer son album un mois avant Live Evil. Aux États-Unis, Speak of the Devil se vendra mieux que Live Evil, en Grande-Bretagne ce sera le contraire.
Après la tournée, Brad Gillis retourna avec Night Ranger, le groupe ayant eu un contrat d'enregistrement avec le label MCA Records à la condition que Gillis fasse partie du groupe. Rudy Sarzo s'en alla aussi, rejoindre son premier groupe Quiet Riot.
Aux États-Unis, cet album se classa à la 14e place du Billboard et sera certifié disque de platine. En Grande-Bretagne, où l'album est sorti sous le nom de "Talk of the Devil", il atteignit la 21e place des charts et fut certifié disque d'argent.

## Liste des titres
- Tous les titres sont signés par Ozzy Osbourne, Tony Iommi, Geezer Butler et Bill Ward.

### Face 1
| No | Titre                   | de l'album original | Durée |
| -- | ----------------------- | ------------------- | ----- |
| 1. | Symptom of the Universe | Sabotage, 1975      | 5:19  |
| 2. | Snowblind               | Vol. 4, 1972        | 4:40  |
| 3. | Black Sabbath           | Black Sabbath, 1970 | 6:41  |

### Face 2
| No | Titre              | de l'album original | Durée |
| -- | ------------------ | ------------------- | ----- |
| 1. | Fairies Wear Boots | Paranoid,1970       | 6:18  |
| 2. | War Pigs           | Paranoid, 1970      | 8:15  |
| 3. | The Wizard         | Black Sabbath, 1970 | 5:08  |

### Face 3
| No | Titre         | de l'album original     | Durée |
| -- | ------------- | ----------------------- | ----- |
| 1. | N.I.B.        | Black Sabbath, 1970     | 5:59  |
| 2. | Sweet Leaf    | Master of Reality, 1971 | 5:44  |
| 3. | Never Say Die | Never Say Die!, 1978    | 4:24  |

### Face 4
| No | Titre                            | de l'album original                      | Durée |
| -- | -------------------------------- | ---------------------------------------- | ----- |
| 1. | Sabbath Bloody Sabbath           | Sabbath Bloody Sabbath, 1973             | 5:34  |
| 2. | Iron Man / Children of the Grave | Paranoid, 1970 / Master of Reality, 1971 | 9:11  |
| 3. | Paranoid                         | Paranoid, 1970                           | 3:08  |

## Personnel
Musiciens
- Ozzy Osbourne : chant
- Brad Gillis : guitare
- Rudy Sarzo : basse
- Tommy Aldridge : batterie

Production
- Max Norman : production, ingénieur, mixing aux studios Record Plant, New-York
- Tim Young : ingénieur du son
- Chuck Weisner : ingénieur du son durant les concerts